# 弗拉格 (阿肯色州)
弗拉格（英語：Flag）是位於美國阿肯色州斯通縣的一個非建制地區。該地的面積和人口皆未知。

## 地理
弗拉格的座標為35°45′09″N 92°23′40″W / 35.75250°N 92.39444°W，而該地的平均海拔高度為米（即英尺）。